# Dacrycarpus kinabaluensis
Dacrycarpus kinabaluensis är en barrträdart som först beskrevs av Jacob Wasscher, och fick sitt nu gällande namn av De Laub.. Dacrycarpus kinabaluensis ingår i släktet Dacrycarpus, och familjen Podocarpaceae. Inga underarter finns listade i Catalogue of Life.